# Agustín Bolívar
Agustín Gabriel Bolívar (Ensenada, Argentina; 9 de enero de 1996) es un futbolista argentino. Juega de centrocampista y su equipo actual es el CA Alvarado de la Primera B Nacional.

## Trayectoria
Bolívar fue promovido al primer equipo del Gimnasia y Esgrima La Plata en la temporada 2017-18. Debutó en la Primera División de Argentina el 26 de agosto de 2017 ante Defensa y Justicia.
Entre 2019 y 2022, fue cedido a los clubes de la Primera B Nacional: Guillermo Brown, Atlanta y Almagro.

## Estadísticas
Actualizado al último partido disputado el 13 de septiembre de 2023.
| Club                        | Div.          | Temporada     | Liga  | Liga  | Copas nacionales | Copas nacionales | Copas internacionales | Copas internacionales | Total | Total |
| Club                        | Div.          | Temporada     | Part. | Goles | Part.            | Goles            | Part.                 | Goles                 | Part. | Goles |
| --------------------------- | ------------- | ------------- | ----- | ----- | ---------------- | ---------------- | --------------------- | --------------------- | ----- | ----- |
| Gimnasia La Plata Argentina | 1.ª           | 2017-18       | 15    | 0     | 0                | 0                | —                     | —                     | 15    | 0     |
| Gimnasia La Plata Argentina | 1.ª           | 2018-19       | 3     | 0     | 0                | 0                | —                     | —                     | 3     | 0     |
| Gimnasia La Plata Argentina | 1.ª           | 2019-20       | 3     | 0     | 4                | 0                | —                     | —                     | 7     | 0     |
| Gimnasia La Plata Argentina | 1.ª           | 2023          | 16    | 0     | 3                | 0                | 2                     | 0                     | 21    | 0     |
| Gimnasia La Plata Argentina | Total club    | Total club    | 37    | 0     | 7                | 0                | 2                     | 0                     | 46    | 0     |
| Guillermo Brown Argentina   | 2.ª           | 2019-20       | 6     | 0     | —                | —                | —                     | —                     | 6     | 0     |
| Guillermo Brown Argentina   | Total club    | Total club    | 6     | 0     | 0                | 0                | 0                     | 0                     | 6     | 0     |
| Atlanta Argentina           | 2.ª           | 2020-21       | 7     | 0     | 1                | 0                | —                     | —                     | 8     | 0     |
| Atlanta Argentina           | 2.ª           | 2021          | 28    | 0     | —                | —                | —                     | —                     | 28    | 0     |
| Atlanta Argentina           | Total club    | Total club    | 35    | 0     | 1                | 0                | 0                     | 0                     | 36    | 0     |
| Almagro Argentina           | 2.ª           | 2022          | 27    | 0     | —                | —                | —                     | —                     | 27    | 0     |
| Almagro Argentina           | Total club    | Total club    | 27    | 0     | 0                | 0                | 0                     | 0                     | 27    | 0     |
| Total carrera               | Total carrera | Total carrera | 105   | 0     | 8                | 0                | 2                     | 0                     | 115   | 0     |